# Шимон Пулльман
Шимон Пулльман (пол. Szymon Pullman; 15 лютого 1890, Варшава — серпень 1942 року, Треблінка) — польський музикант, скрипаль, диригент, музичний педагог, засновник і керівник музичного ансамблю і камерного оркестру.

## Біографія
Народився в Варшаві в єврейській родині. Двоюрідний брат актриси Іди Камінської. У 1905—1909 навчався у Леопольда Ауера в Санкт-Петербурзькій консерваторії. З 1905 почав виступати з концертами в Польщі, Росії та Франції. З 1910 вивчав гру на скрипці в Варшаві.
У 1913 продовжив навчання під керівництвом Мартена П'єра Марсіка в Паризькій консерваторії.
Повернувшись до Варшави, заснував і очолив камерний оркестр, який виступав із віденською класичної музикою (1915—1920).
З 1921 жив у Відні. У 1920-х і 1930-х роках — викладав гру на скрипці, альті й курс камерної музики в Новій Віденській консерваторії (Neues Wiener Konservatorium).
У 1930 році заснував музичний колектив (ансамбль Пулльман), що складався з 17 музикантів (4 струнних квартетів і контрабаса). Ансамбль виконував, в основному, музику Бетовена. Оркестр під керівництвом Пулльмана, регулярно виступав у Відні та цілою Європою до 1938 року. Цього року музикант переїхав до Парижа.
Серед його учнів були Фелікс Галімір, Річард Голднер й інші. Ідеї Пулльмана вплинули на підготовку декількох поколінь виконавців камерної музики в США, Австралії та інших країнах.
Початок Другої світової війни Пулльман застав у Варшаві, куди він приїхав з метою продажу будинку, що належав його дружині. Музикант був схоплений окупантами після німецького вторгнення в Польщу.
Ув'язнений у Варшавському гетто, керував симфонічний оркестром, створеному в гето, до якого увійшли багато відомих музикантів. Оркестр виступав до 1942 року.
Потім на початку серпня 1942 року Пулльман був перевезений в табір смерті Треблінка, і, як і всі члени оркестру, ймовірно, вбитий нацистами.